# Anne Dorval
Anne Dorval (Rouyn-Noranda, 8 november 1960) is een Canadese actrice.
Sinds het begin van haar carrière in 1985 speelde ze in een dertigtal theaterproducties, een twintigtal televisieseries of televisiefilms en een tiental films op het grote scherm. Bovendien is ze een van de meest gewilde nasynchronisatie-actrices in Quebec. Ze heeft haar stem geleend aan ongeveer 80 personages. Ze is vooral bekend als de muze van de Quebecse acteur-regisseur Xavier Dolan met wie ze 5 films opnam, waaronder J'ai tué ma mère uit 2009 en vooral Mommy uit 2014, die zowel de juryprijs won op het Filmfestival van Cannes als de César voor beste buitenlandse film.

## Filmografie

### Film
- 1990: Ding et Dong, le film - Joëlle
- 1991: Montréal vu par… - Sarah (segment Rispondetemi)
- 1991: Le Futile et l’Essentiel - Martine
- 1992: Bleu ou le Silence inattendu de la tempête - Marie-Pierre
- 1992: Montréal rétro
- 2005: La Vie secrète des gens heureux - Florence
- 2006: Super Phoenix - werkloze vrouw
- 2007: Serveuses demandées - moeder van Milagro
- 2009: Grande Ourse : La Clé des possibles - Catherine Laplante
- 2009: J'ai tué ma mère - Chantale Lemming
- 2010: Les Amours imaginaires - Désirée
- 2011: Le Sens de l'humour - Stéphanie
- 2012: Laurence Anyways - Marthe Delteuil
- 2014: Miraculum - Évelyne
- 2014: Mommy :- Diane « Die » Després, de moeder van Steve
- 2016: Réparer les vivants - Claire
- 2017: Jalouse - Sophie, vriendin van Nathalie
- 2019: Matthias et Maxime - Manon, de moeder van Maxime
- 2019: 14 jours, 12 nuits - Isabelle Brodeur
- 2023: Le plus vivant possible
- 2023: Quitter la nuit - Laurence
- 2024: Le Procès du chien - Roseline Bruckenheimer

### Televisie
- 1986 : Lorenzaccio : Louise Strozzi
- 1986 : Cyrano de Bergerac (televisiefilm) : De kok van Raqueneau
- 1987 : L'expérience (televisiefilm) : Nathalie Mercier
- 1987 : Le Cinéma et moi : de gastvrouw
- 1989 : Tandem : Monique Hamel
- 1989-1996 : Chambres en ville : Lola
- 1991 : Les Lettres de la religieuse portugaise : De non
- 1992 : L'Or et le Papier : Zoé Laflamme
- 1993 : La Corriveau : De Corriveau
- 1995 : Radio Enfer : zichzelf
- 1996 : L'Enfant des Appalaches (televisiefilm) : Maïna
- 1996-2002 : Virginie : Lucie Chabot
- 1997 : Paparazzi : Jocelyne Lamarre
- 2000 : Le Grand Blond avec un show sournois : columnist
- 2002 : Grande Ourse : Catherine Laplante'
- 2002-2003 : Emma : Angèle Fortin
- 2003-2004 : Rumeurs : Valérie
- 2004 : Détect.inc. : Cynthia
- 2005-2007 : Le cœur a ses raisons : Criquette Rockwell / Ashley Rockwell
- 2008-2015 : Les Parent : Natalie Rivard
- 2003-2009 : Chez Jules tv (web-serie) : Diane
- 2012-2013 : Les Bobos : Sandrine Maxou
- 2018-2022 : Léo (seizoen 1) : Jessica
- 2019 : Mouche : Marraine
- 2022 : La Nuit où Laurier Gaudreault s'est réveillé : Madeleine Larouche

## Theater
- 1985 : Aurore, l'enfant martyre : Aurore
- 1985 : Les paradis n’existent plus… Jeanne d’Arc : De tiener
- 1986 : Thérèse et Pierrette à l'école des Saints-Anges : Simone
- 1986 : La Reprise : Satin-au-beurre
- 1986 : Électre : Chrysothemis
- 1987 : Au pied de la lettre : Nathalie
- 1988 : À propos de la demoiselle qui pleurait : Catherine
- 1988 : O'Neill : Oona O'Neill
- 1988 : La magnifique aventure de Denis St-Onge : Lise Labelle
- 1989 : L'Éveil du printemps : Wendla Bergman
- 1989 : J'écrirai bientôt une pièce sur les nègres : Francœur
- 1990 : O'Neill : Oona O'Neill
- 1990 : L'École des femmes : Agnès
- 1990 : Les Lettres de la religieuse portugaise : De non
- 1991 : La Ménagerie de verre : Laura
- 1992 : Premières de classe : Élizabeth
- 1993 : Les Beaux Dimanches : Dominique
- 1993 : Marina, le dernier rose aux joues : Sonetchka
- 1995 : Mère courage : La muette
- 1996 : Indépendance
- 1998 : Le Mariage de Figaro : Suzanne
- 2000 : Électre de Sophocle : Chrysothémis
- 2001 : Les Fourberies de Scapin : Zerbinette
- 2002 : Juste la fin du monde : Catherine
- 2004 : Oreste: The Reality Show : Gastvrouw
- 2004 : Variations sur un temps
- 2006 : Un monde merveilleux : Cass Harris
- 2011 : Projet Andromaque : Hermione
- 2023 : Je t'écris au milieu d'un bel orage : Maria Casarès